# کچلریا دانیکا
کچلریا دانیکا (نام علمی: Cochlearia danica) نام یک گونه از تیره شب‌بویان است.

## نگارخانه

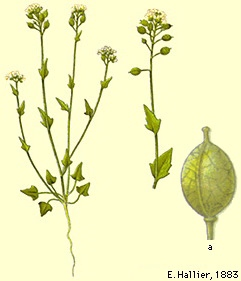
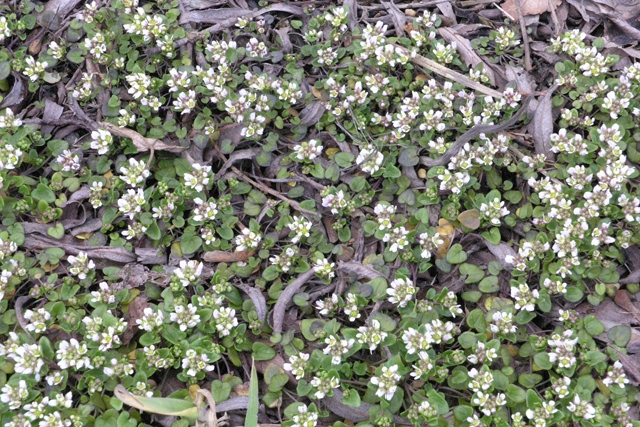
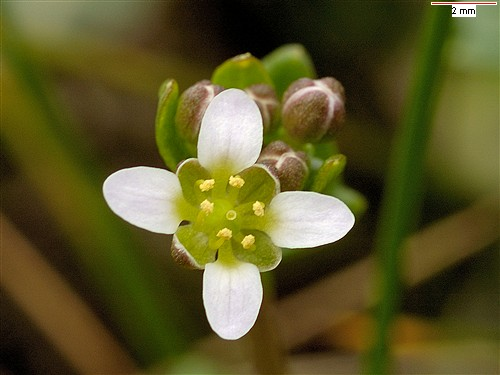
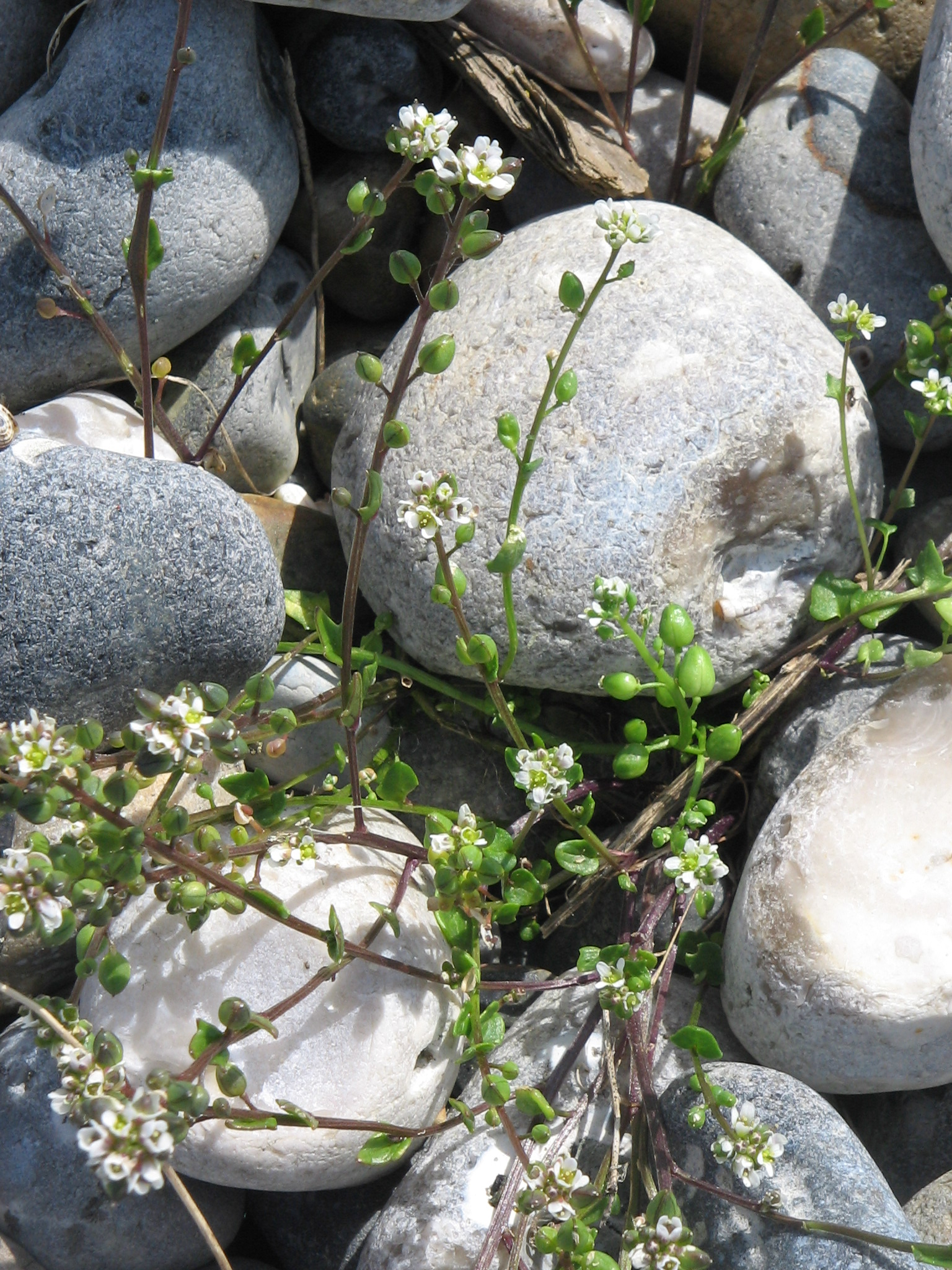
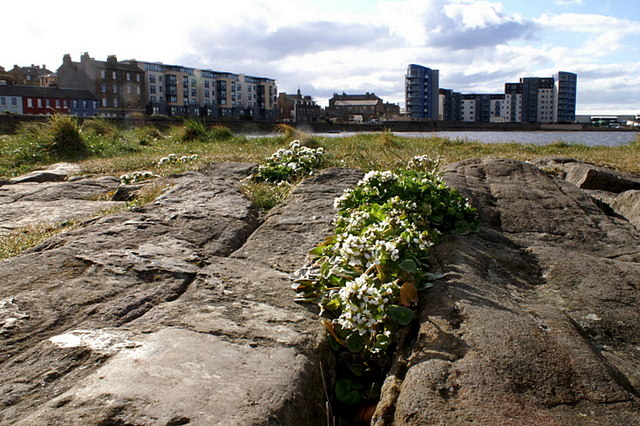